# Catedrala armeano-catolică din Gherla
Catedrala armeano-catolică Sfânta Treime, cu hramul secundar Sfântul Grigore Luminătorul, este, alături de Biserica Solomon, cu hramul Bunei Vestiri, ultima din cele nouă biserici armeano-catolice câte existau în Gherla. Lăcașul de cult este monument istoric clasat în grupa „A” (cod LMI CJ-II-m-A-07647 ), „monumentele istorice de valoare națională și universală”.
Aici existase anterior un alt lăcaș, în care și-a avut scaunul între anii 1691-1715 episcopul Auxențiu Vărzărescu. După 1929, când s-a reînființat episcopia armeano-catolică de Gherla, biserica a devenit catedrala acesteia. În ziua de astăzi nu mai există episcopia, ci doar un ordinariat subordonat Arhiepiscopiei Romano-Catolice de Alba Iulia. De aceea lăcașul nu are funcție de catedrală, fiind numită astfel numai neoficial, în amintirea perioadei când deservea episcopia (1929-1948).
Catedrala este renumită datorită unui tablou atribuit lui Rubens, pe care-l adăpostește.

## Tabloul lui Rubens

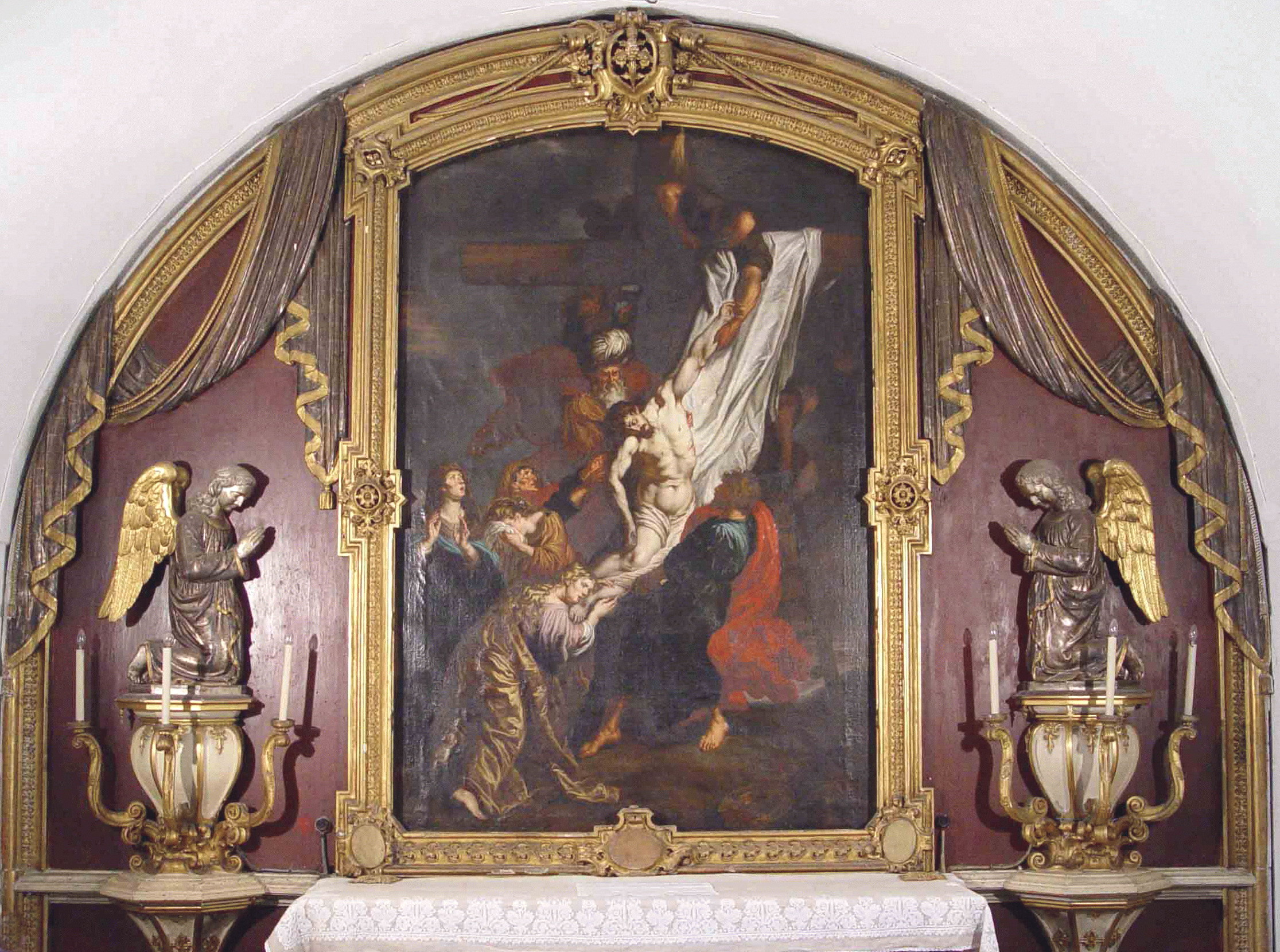
Tabloul lui Rubens Coborârea lui Isus de pe Cruce

În România există 3 tablouri atribuite pictorului flamand Peter Paul Rubens (respectiv atelierului său):

- Două tablouri la Muzeul Brukenthal din Sibiu („Sf. Ignațiu de Loyola” și „Sf. Franciscus Xaverius”);
- Un tablou în „Catedrala Armeano-Catolică” din Gherla („Coborârea lui Isus de pe Cruce”).

La jumătatea secolului al XVIII-lea, armenii din Gherla, uniți cu Roma, și-au construit această biserică în centrul orașului. Construcția bisericii a fost finalizată în 1804. Atunci, bătrânii orașului au hotărât să caute o pictură frumoasă pentru a o așeza în spatele altarului. Armenii, pe atunci foarte bogați, împrumutau adesea bani împăratului austriac. În timpul unui astfel de împrumut, ca semn de mulțumire și aflând că erau în căutarea unui tablou, împăratul Francisc I i-a invitat să-și aleagă un tablou din galeriile imperiale de la Viena. Armenii au ales „Coborârea lui Isus de pe Cruce” de Peter Paul Rubens. Adusă la Gherla, pictura lui Rubens s-a dovedit a fi prea mică pentru a fi expusă în spatele altarului mare din biserică. Armenii au hotărât atunci să construiască o capelă laterală, special pentru acest tablou, pe care au numit-o „Capela Învierii”, unde au expus tabloul.
În 1944, pictura a fost luată de trupele maghiare și depozitată într-o mănăstire din Ungaria. În urma tratatului dintre România și Ungaria, în anul 1952 tabloul a revenit în țară, însă nu la proprietari, ci la Muzeul din Gherla. În final, tabloul a ajuns pentru restaurare la Muzeul de Artă din Cluj, unde a fost uitat și redescoperit abia după 1990, într-un depozit al muzeului. La 22 decembrie 1999, într-o mașină specială și cu escortă militară, tabloul a fost transportat de la Cluj la Gherla. Deși valorează milioane de dolari, tabloul poate fi văzut gratuit de cei care trec prin Gherla și care vizitează Catedrala Armeano-Catolică.